# Gamarra Nagusia / Gamarra Mayor
Gamarra Nagusia / Gamarra Mayor (baskiska: Gamarra Nagusia, Gamarra) är en ort i Spanien.   Den ligger i provinsen Araba / Álava och regionen Baskien, i den norra delen av landet, 290 km norr om huvudstaden Madrid. Gamarra Nagusia / Gamarra Mayor ligger 508 meter över havet och antalet invånare är 277.
Terrängen runt Gamarra Nagusia / Gamarra Mayor är platt åt nordost, men åt sydväst är den kuperad.Runt Gamarra Nagusia / Gamarra Mayor är det tätbefolkat, med 683 invånare per kvadratkilometer. Närmaste större samhälle är Vitoria, 3,6 km söder om Gamarra Nagusia / Gamarra Mayor. Trakten runt Gamarra Nagusia / Gamarra Mayor består till största delen av jordbruksmark.